# ZBL-08
ZBL-08 — семейство колёсных боевых бронированных машин, разработанных и производимых китайской компанией Норинко. 
Состоит на вооружении НОАК с 2009 года. Экспортная версия ББМ предлагается под названием VN1.

## Описание конструкции

### Компоновка
Обзор механику-водителю обеспечивают три перископических прибора наблюдения. За водителем расположено место командира машины. В центре корпуса находится боевое отделение с башней кругового вращения. Кормовую часть корпуса занимает десантное отделение, вмещающее в зависимости от модификации от 6 до 10 солдат. Место седьмого десантника на ZBL-08 не разгадано. Посадка и высадка экипажа происходит через люки в крыше. Посадка и высадка десанта осуществляется через кормовую дверь.
В передней части сварного броневого корпуса находится отделение управления с местом механика-водителя, справа от него — моторно-трансмиссионное отделение с дизельным двигателем Deutz BF6M1015C мощностью 440 л. с.

### Огневая мощь
Серийный вариант БМП ZBL-08 для НОАК оснащается вращающейся башней с 30-мм автоматической пушкой 2А72 и курсовым пулемётом калибра 7,62-мм. Пушка оснащена фермой, обеспечивающей жесткость пушки при стрельбе, что увеличивает точность. По бортам башни устанавливаются направляющие ПТРК HJ-73. На лобовом листе башни установлены два трёхствольных блока дымовых гранатомётов.

### Защищенность
Стальной корпус БМП ZBL-08 имеет противопульную (7,62-мм) защиту по бокам и сзади, лобовая броня защищает от бронебойных пуль калибра 12,7-мм. 
На корпус ставятся дополнительные бронепластины, сделанные из композитных материалов: стали и внутреннего керамического слоя. С учётом бронепластин машины семейства ZBL-08 выдерживают попадания спереди 25-мм бронебойных снарядов, выстреливаемых с расстояния 1000 м, а по бокам рассчитаны на 12,7-мм бронебойно-зажигательные пули, выпускаемые с дистанции 100 м. Про корму не говорится, возможно потому, что на ней бронепластины не замечены. 

### Подвижность
ZBL-09 развивает до 100 км/ч на шоссе и способен форсировать водные преграды на плаву со скоростью до 8 км/ч с помощью двух винтов.

## Модификации

### Ранние модификации
- ZBL-08 — БМП
  - VN1 — экспортный вариант БМП

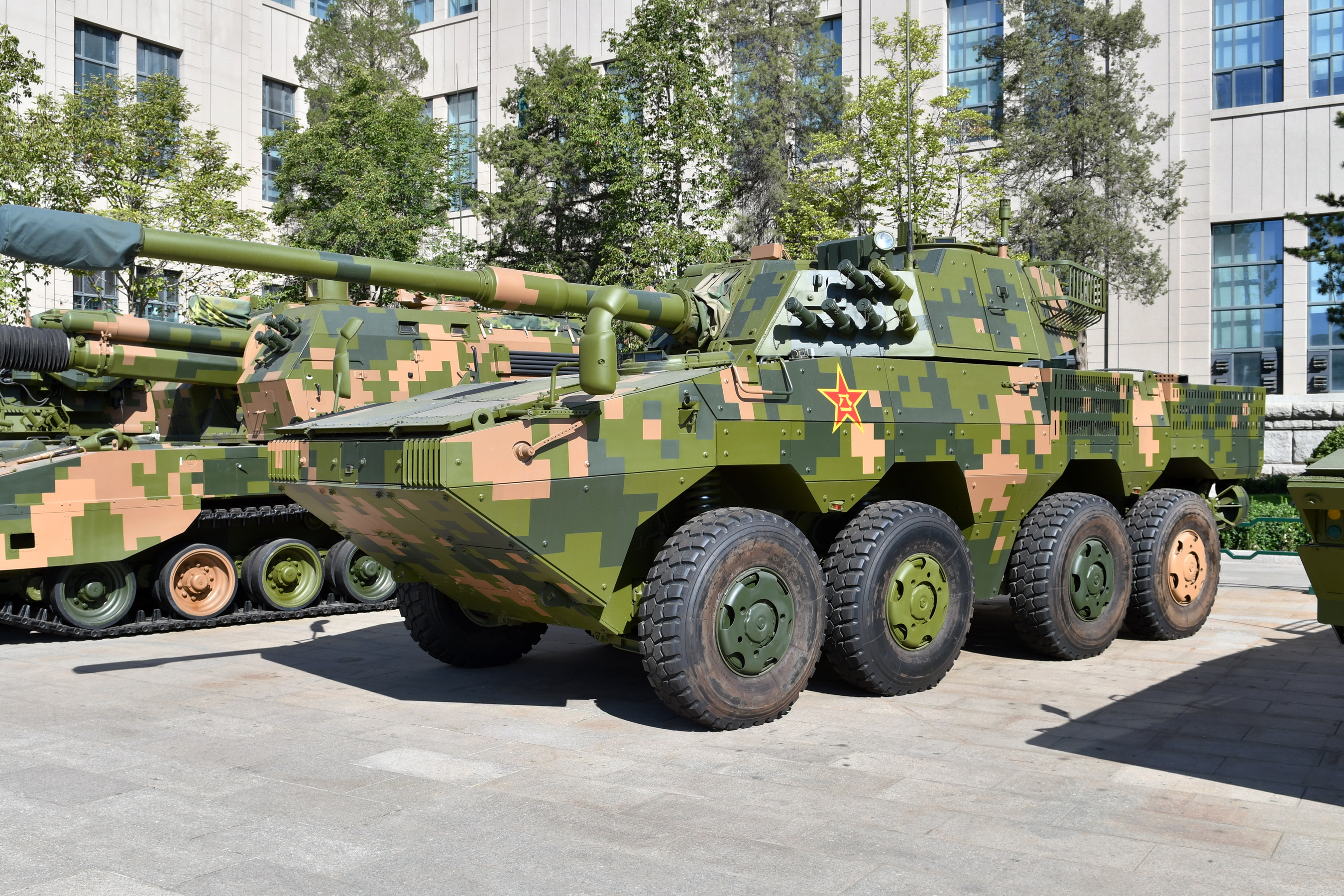
Колёсный танк ZTL-11

- ZSL-10 — бронетранспортёр, вооруженный крупнокалиберным пулемётом c ручным или дистанционным управлением
- PTZ-09 — 105-мм противотанковая САУ
- PLL-09 — 122-мм САУ (гаубица)
- PLL-09[уточнить] — самоходный 120-мм миномёт[10]
- ZTL-11 — 105-мм машина огневой поддержки пехоты. Экспортный вариант — ST1
- CS/SA-5 — ЗРПК вооружённый 30-мм зенитной установкой c шестиствольной ПВБС и четырьмя ракетами от ПЗРК[11]. Боевой модуль с уменьшенным до 25-мм калибром позднее перенесли на другое шасси, затем усилили его ракетами FB-10 и дали ЗРПК новое экспортное название Type 625E. Китайская армия получает именно Type 625 для ПВО средних общевойсковых и лёгких общевойсковых бригад[12][13].
  - Вариант для сухопутных войск Китая идёт на замену буксируемых зенитных установок для борьбы с дешёвыми БПЛА, ракетами и барражирующими боеприпасами, поэтому дополнительно вооружён только 4 ракетами от ПЗРК FN-16[14].
  - Экспортный вариант получил 8 более дальнобойных и дорогих ракет FB-10[12].
- БРЭМ
- Медицинская машина[15]
- ИМР
- GPZ111A — машина разминирования[16]
- GQC003 — мостоукладчик[17]
- БРМ
- Командно-штабная машина

### Модернизированное шасси
Несмотря на малый возраст машин семейства ZBL-08, Китай подготовил для них замену. Модернизированное шасси с колёсной формулой 8 × 8 стало компактнее. Бронирование усилено. Установлен более мощный двигатель. Машины на этом шасси сохранили способность преодолевать вплавь водные преграды. Пробные партии уже испытываются в войсках. 
Новая БМП, название которой не предано широкой огласке, получила боевой модуль, по одной из версий необитаемый, с 30-мм пушкой, 7,62-мм пулемётом и противотанковыми ракетами HJ-12.
ST3 — боевая машина с тяжёлым вооружением. Заменит ZTL-11/ST1. Оснащена новым боевым модулем с 105-мм пушкой без дульного тормоза от лёгкого танка ZTQ-15 и автоматом заряжания, чего не было на ZTL-11. Башня сместилась назад, теперь она и пушка располагаются полностью над шасси. Для пушки разработаны противотанковые ракеты.

## На вооружении
- Китай на начало 2023 года:
  - 600 САУ PLL-09 (не были упомянуты для корпуса морской пехоты ВМС НОАК, что противоречит китайскому телевидению[20])
  - 1250 БМТВ ZTL-11
  - 3150 БМП ZBL-08
  - 900 БТР ZSL-10 (данные с 2022 г. не изменились, хотя ZSL-10 поставлялись в войска[21])
  - Неизвестное количество мостоукладчиков и других модификаций[4].
- Венесуэла — 10 VN1 на 2017 год[22] (в 2012 году размещен заказ на производство 40 единиц VN1 (экспортная версия Type-08 (ZBL-08)[23])
- Нигерия — неизвестное количество ST1[24].